# 摩耶寺
摩耶寺（まやじ）は、東京都品川区荏原7丁目にある寺院。摩耶夫人像を祀っていることで知られる。旧本山は身延山久遠寺。池上中延法縁、池上大坊（顕の字）法縁。

## 歴史
当寺院は、寛文七年（1667年）の創建と伝えられている。延宝五年（1677年）に祖師像が、延宝六年（1678年）に安置されている摩耶夫人像が造られた。多くの像は日蓮宗不受不施派の弾圧の際、法華寺（現在の円融寺）から当寺院に移されたものである。摩耶夫人が祀られている摩耶堂は天保年間（1830年–1843年）に造られたものである。その後、関東大震災や第二次世界大戦などの災害を免れた。本堂は1978年に完成したもの。また荏原七福神の一つとして寿老人を祀っている。

## 施設・史跡
- 本堂
- 釈迦堂（摩耶堂）
- 摩耶寺会館

## アクセス
- 東急目黒線西小山駅から徒歩約7分[1]、または洗足駅より徒歩約8分または東急大井町線・東急池上線・旗の台駅より徒歩約12分。
- 拝観は無料。

## 参考資料
- 「小山村 摩耶寺」『新編武蔵風土記稿』 巻ノ47荏原郡ノ9、内務省地理局、1884年6月。NDLJP:763981/97。
- 品川区による案内板
- “摩耶寺”. しながわ観光協会. 2020年12月8日閲覧。